# Meister von Budapest

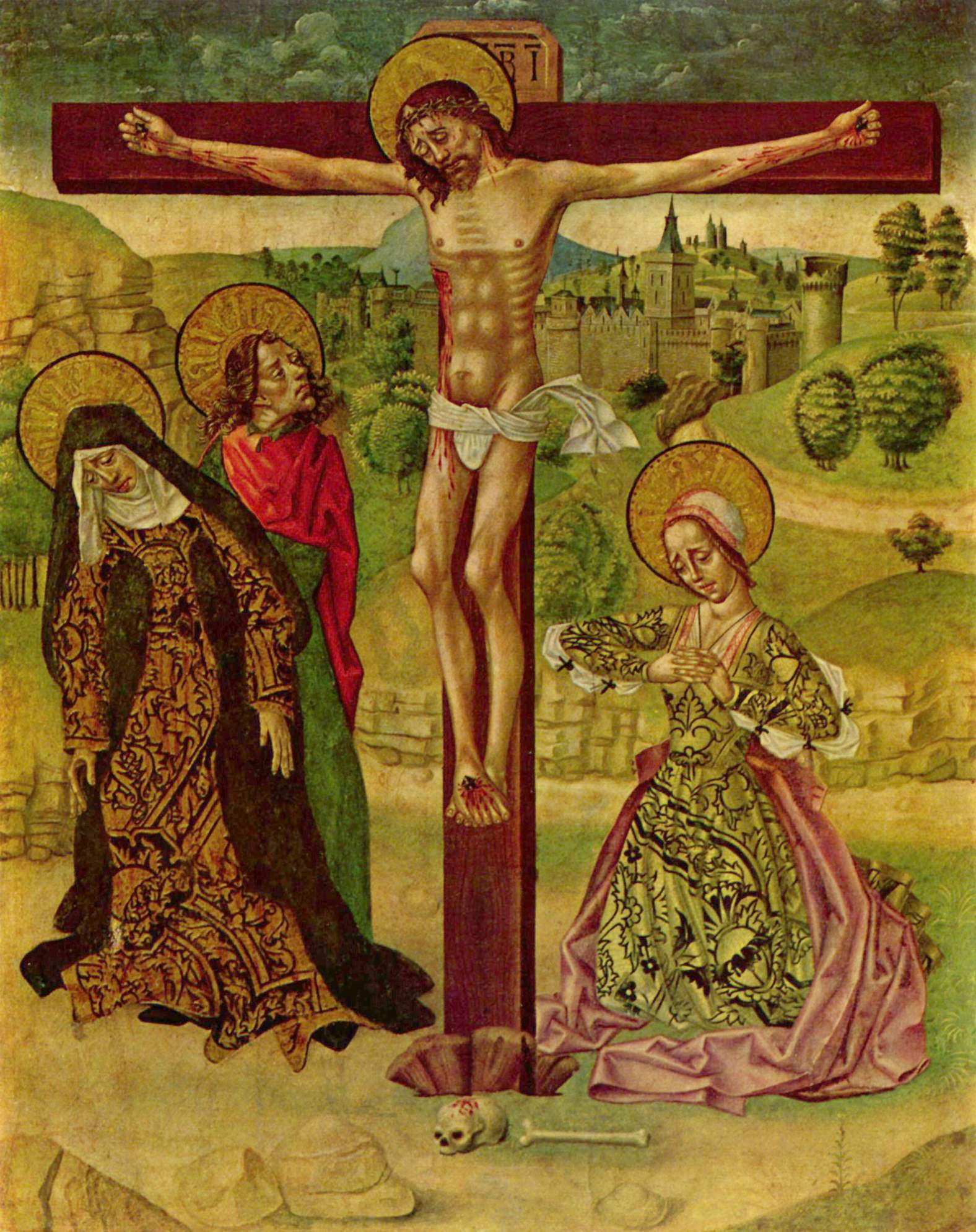
Meister von Budapest: Christus am Kreuz, um 1500 (spanisch)

Als Meister von Budapest (sp. Mestre de Budapest) wird ein spanischer Maler bezeichnet. Der namentlich nicht bekannte Künstler war um 1500 im Königreich Kastilien tätig. Sein Stil ist typisch für die durch zeitgenössische flämische Maler beeinflussten oder manchmal sogar durch nach Spanien eingewanderte Flamen ausgebildeten Maler des Königreiches. Der Meister zeigt bereits die Einflüsse des Übergangs zur Renaissance in Spanien, einen Stil, wie ihn auch sein Zeitgenosse, der Meister von Astorga entwickelt.
Der namentlich nicht bekannte Meister von Budapest ist nach den von ihm geschaffenen, heute im Museum der bildenden Künste (Magyar Szépmüvészeti Múzeum) in Budapest in Ungarn aufbewahrten Werken benannt. Der Meister wird ab und zu auch als Budapest-Meister geführt.

## Werke (Auswahl)
- Christus am Kreuz, Magyar Szépmüvészeti Múzeum, Budapest (Mittelschrein eines aus fünf Tafeln bestehenden Polyptychons).
- Darstellung Mariens im Tempel, Magyar Szépmüvészeti Múzeum, Budapest.
- Ein Heiliger Bischof, Magyar Szépmüvészeti Múzeum, Budapest.
- Christus trägt das Kreuz, Privatbesitz.[2]
- Martyrium des Heiligen Laurentius, Museo de Burgos, Burgos.